# Шондра (река)
Шондра (нем. Schondra) — река в Германии, протекает по Нижней Франконии (земля Бавария). Правый приток Франконской Зале. Речной индекс 2446. Площадь бассейна реки составляет 164,27 км². Длина реки 31,30 км.
Шондра берёт начало севернее одноимённого городка Шондра. Образуется слиянием трёх небольших речек, истоки которых находятся на высотах от 435 до 475 м. В районе Грефендорфа Шондра впадает во Франконскую Зале. Высота устья 164 м. Перепад высот около 270 м.